# Kasteel van Montsoreau-Museum voor Hedendaagse Kunst
Het Kasteel van Montsoreau-Museum van Hedendaagse Kunst, gelegen in de Loiredal, is een Frans privaat museum voor hedendaagse kunst dat voor het publiek toegankelijk is. Het project werd in november 2014 geïnitieerd door Philippe Méaille en op 8 april 2016 ingehuldigd. De vaste collectie, verzameld door Philippe Méaille gedurende de afgelopen 25 jaar, is niet alleen bedoeld om te worden geëxposeerd in het Kasteel van Montsoreau, maar ook om te worden geëxposeerd en uitgeleend aan andere instellingen. Het collectie van Philippe Méaille is het werelds grootste verzameling werken van de radicale conceptualisten Art & Language. Deze kunststroming, aan de oorsprong van wat nu conceptuele kunst wordt genoemd, is nog steeds actief en wordt momenteel vertegenwoordigd door Michael Baldwin en Mel Ramsden.

## Gebouw
Het gebouw is een museumstuk op zich door zijn renaissancearchitectuur. Het kasteel van Montsoreau is gebouwd op de top van een rotsachtig voorgebergte, gelegen in de rivierbedding van de Loire. Dit rotsachtige voorgebergte heeft zijn naam gegeven aan de stad Montsoreau (de berg Soreau). Deze bijzonder plaatsen verklaart waarom het kasteel van Montsoreau, in tegenstelling tot andere kastelen van de Loire, als enige in de rivierbedding van de Loire is gebouwd.

## Collectie
De collectie Philippe Méaille, is 's werelds grootste verzameling werken van Art & Language, de bron van conceptuele kunst. Het collectie is geïnstalleerd op de eerste twee verdiepingen van het museum. Het is uitsluitend samengesteld uit werken van de kunstenaarsgroep Art & Language. Een overeenkomst uit 2016 met Tate Modern machtigt de vertoning van een film die door deze instelling en de Bloomberg-stichting wordt gecoproduceerd om te worden tentoongesteld in het Kasteel van Montsoreau-Museum voor Hedendaagse Kunst. Art & Language - opgericht in 1968, dat zijn naam ontleent aan het gelijknamige tijdschrift Art-Language - bestaat uit Britten, Amerikanen en Australiërs. Hun bijtende vragen over de status van de kunstenaar, het kunstwerk of zelfs de instelling zelf maken ze gezien als de meest radicale figuren in de kunstgeschiedenis van de tweede helft van de twintigste eeuw.

### Fotogalerij

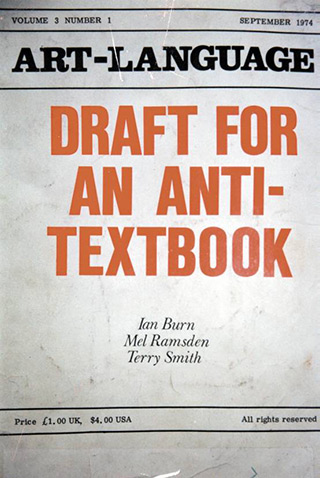
Art & Language: Art & Language: Art-Language, Vol.3 Nr.1, 1974.
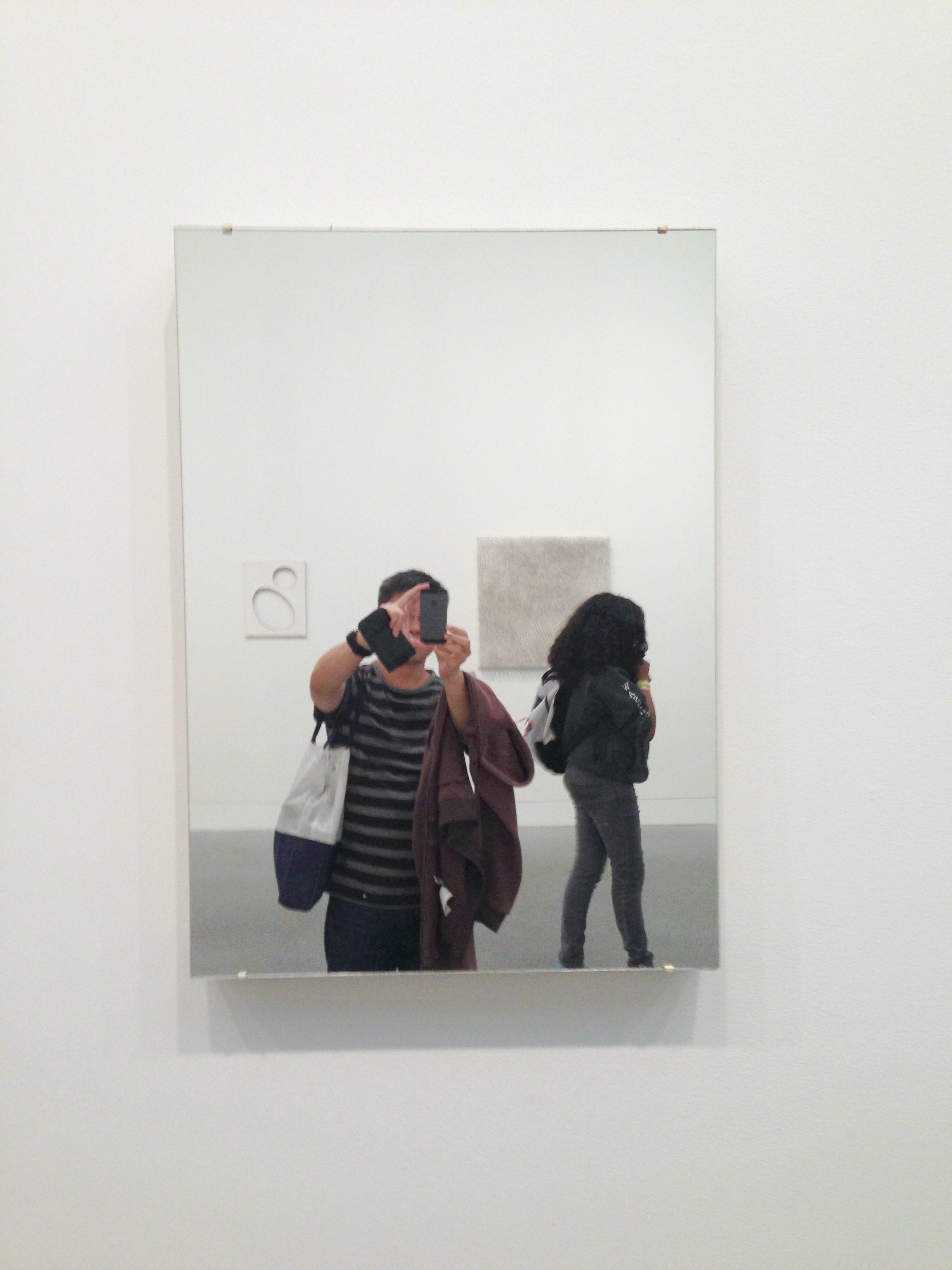
Art & Language: Mirror Piece, 1965.
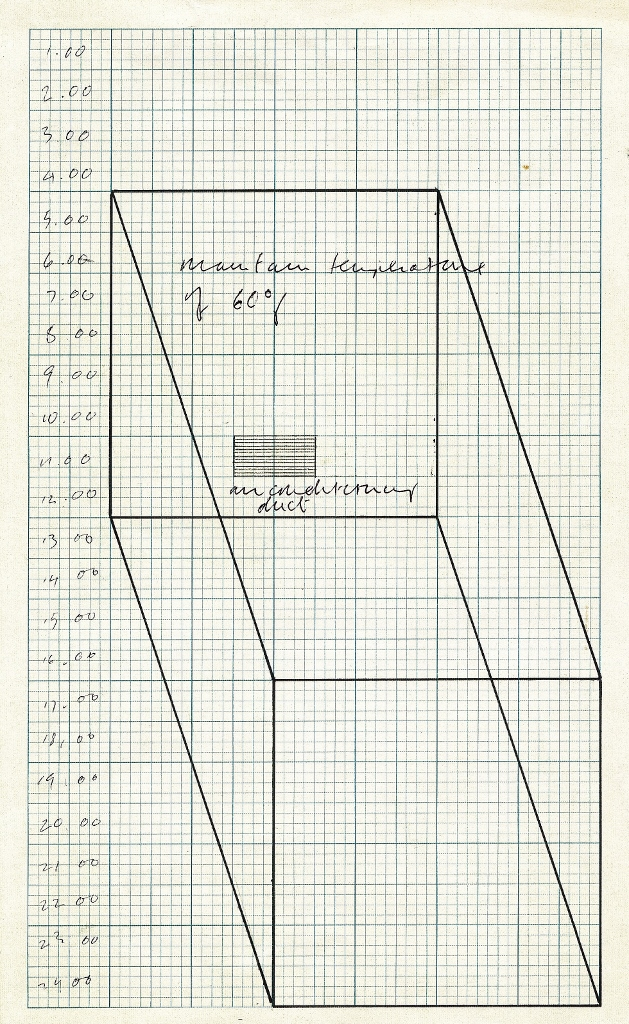
Art & Language (Michael Baldwin): Air-Conditioning Show, 1966-67.
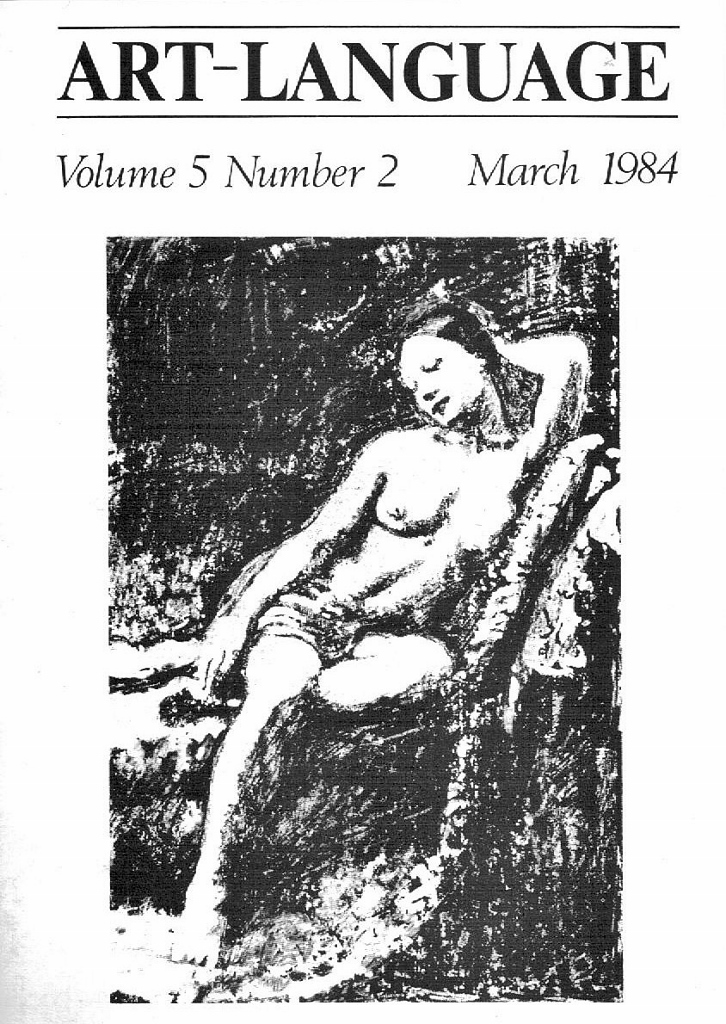
Art & Language: Victorine in Art-Language Vol.5 Nr.2 (1984), 1983.
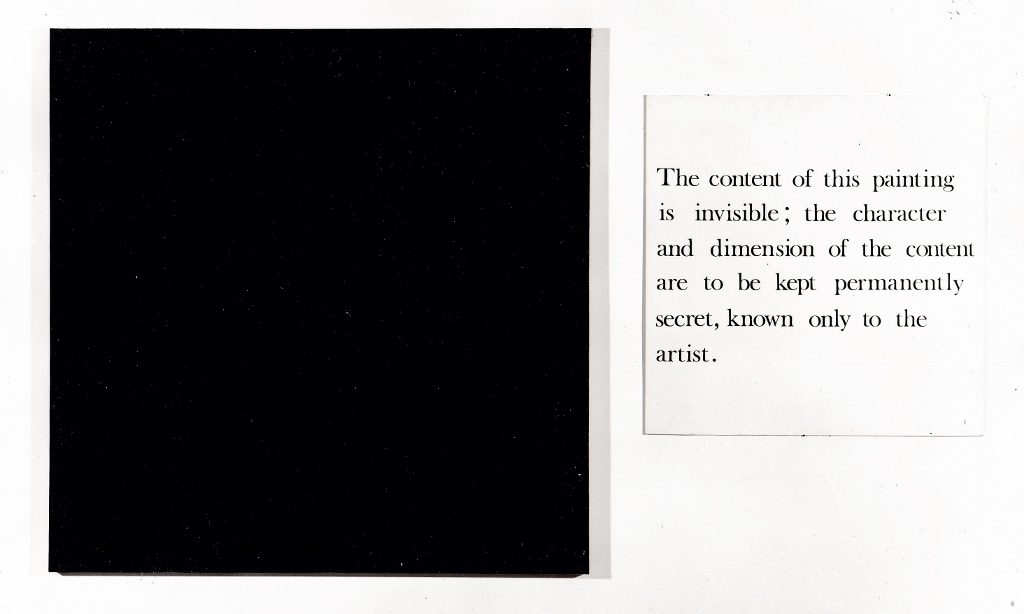
Art & Language (Mel Ramsden), Secret Painting, 1967.
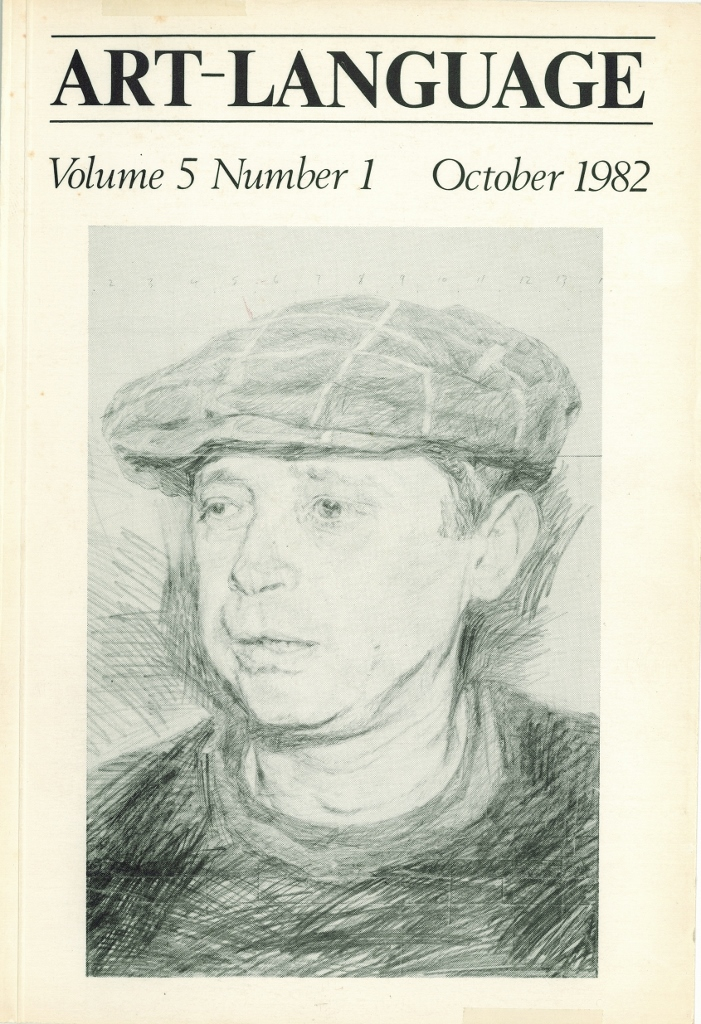
Art & Language: Art-Language Vol.5 Nr.1, 1982.
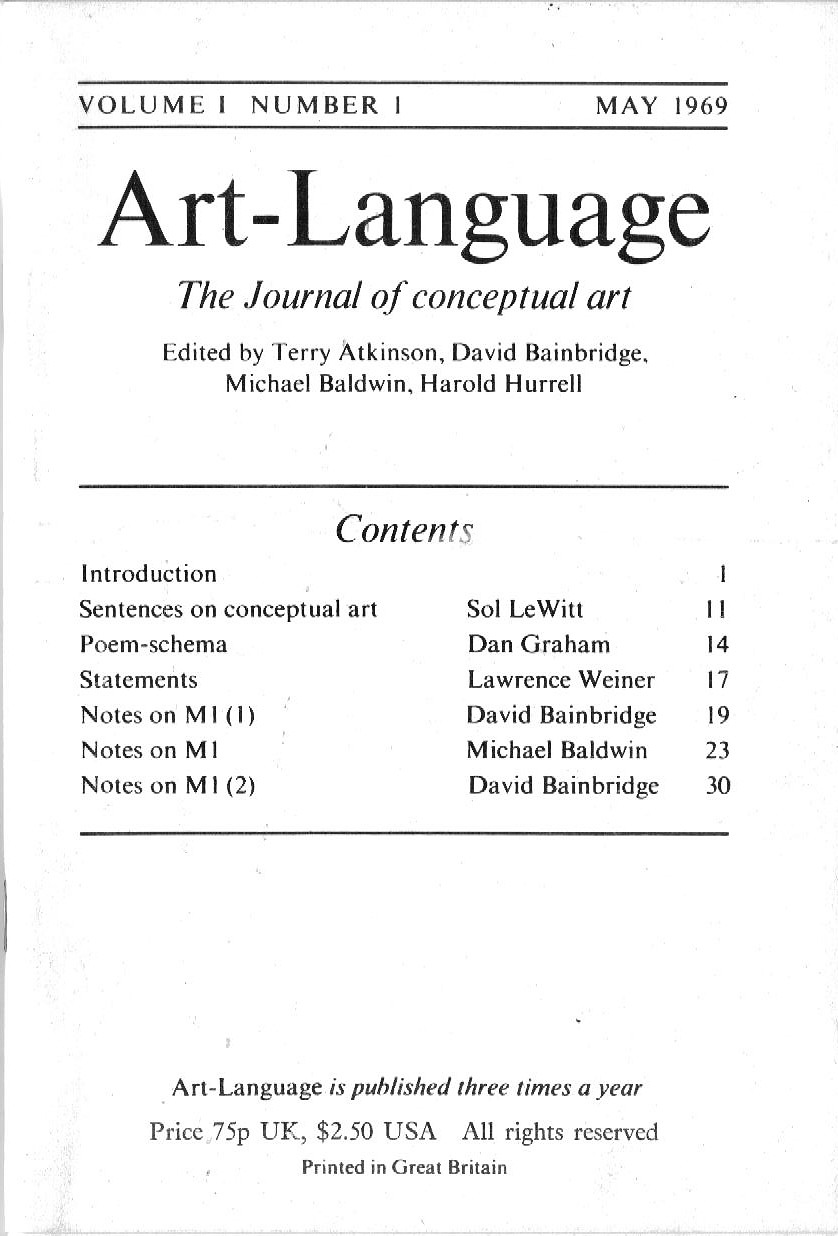
Art & Language: Art-Language The Journal of Conceptual Art, Vol.1 Nr.1, 1969.

### Meesterwerken (selectie)
| Kunstenaar                                    | Titel                                       | Jaartal   | Techniek          | Afbeelding |
| --------------------------------------------- | ------------------------------------------- | --------- | ----------------- | ---------- |
| Art & Language Michael Baldwin                | Mirror Piece                                | 1965      | Installatie       |            |
| Art & Language David Bainbridge               | Loop                                        | 1966      | Installatie       |            |
| Art & Language Michael Baldwin                | The Air Conditioning Show                   | 1966-67   | Installatie       |            |
| Art & Language Michael Baldwin Terry Atkinson | Map of Itself                               | 1967      | Print op papier   |            |
| Art & Language Michael Baldwin Terry Atkinson | Map Not to Indicate                         | 1967      | Print op papier   |            |
| Art & Language Michael Baldwin Terry Atkinson | Map of 36 Square Mile of Ocean...           | 1967      | Print op papier   |            |
| Art & Language Mel Ramsden                    | 100% Abstract                               | 1967      | acrylverf op doek |            |
| Art & Language Michael Baldwin                | Abstract Painting                           | 1967      | acrylverf op doek |            |
| Art & Language Mel Ramsden                    | Two Black Squares                           | 1967      | Inkt op papier    |            |
| Art & Language David Bainbridge               | M1: The Cybernetic Artwork Nobody Broke     | 1967-68   | Video             |            |
| Art & Language                                | Art-Language: The Journal Of Conceptual Art | 1969-1985 | Print op papier   |            |

## Tentoonstellingen (selectie)
- 1968. Sparta droomt Athene: 2018. Met werk van o.a. Dan Graham, Tony Smith, Bernar Venet, Edward Rusha, Les Levine, Victor Burgin, Maria Marshall, Art & Language.[16]
- Art & Language: Werkelijkheid (donker) fragmenten (licht). Mit werk van o.a. Art & Language.
- Ettore Sottsass Ontwerper van de wereld: 2017. Met werk van o.a. Ettore Sottsass.[20]
- Agnès Thurnauer: Een Geschiedenis van Schilderen: 2016.[21]
- Roman Signer: 2019
- Charlotte Moorman: Think Crazy: 2019[22]